# Танський Володимир Олександрович
Володимир Олександрович Танський (20 березня 1940, Дніпропетровськ) — радянський футболіст, який виступав на позиції нападника. Відомий за виступами в українських клубах класу «Б» та другої групи класу «А». Після закінчення виступів на футбольних полях — радянський та український футбольний тренер.

## Клубна кар'єра
Володимир Танський народився у Дніпропетровську. Розпочав виступи на футбольних полях у місцевій команді класу «Б» «Металург», у якій грав до 1961 року. У 1962 року став гравцем команди класу «Б» «Дніпровець» з Дніпродзержинська. Під час сезону 1965 року перейшов до складу команди класу «Б» «Таврія» з Сімферополя, яка наступного року вийшла до другої групи класу «А». У складі «Таврії» Танський грав до кінця сезону 1967 року, після чого завершив виступи в командах майстрів.

## Після завершення футбольної кар'єри
Після завершення виступів у командах майстрів з 1968 до 1977 року Володимир Танський очолював сімферопольську аматорську команду «Авангард», періодично виконуючи роль граючого тренера. У 1980 році він став одним із тренерів сімферопольської «Таврії». Саме в цей час сімферопольська команда уперше в своїй історії вийшла до вищого дивізіону чемпіонату СРСР, перемігши у першій лізі в 1980 році. Команда успішно стартувала у вищому дивізіоні, посідаючи після першого кола 7 місце, проте в другій половині сезону виступила невдало, та вибула з вищої ліги. У 1983—1985 роках Танський працював начальником команди у «Таврії». У 1986 році він працював тренером криворізького «Кривбасу». У 2000 році Володимир Танський знову працював одним із тренерів «Таврії».